# 通用公共无线接口
通用公共无线接口（英語：CPRI，Common Public Radio Interface），是一套技术规范，在无线基站划分为无线设备控制中心（REC，Radio Equipment Control）和无线设备（RE，Radio Equipment）两部分的基础上，定义了两者之间的接口。
CPRI是通信业界的数家厂商合作的结果。制定技术规范的参与方有爱立信、华为、NEC、北电网络和西门子。第一版的规格书在2003年9月30日发布于CPRI的官方网站。CPRI支持使用网线和光纤两种介质，而光纤传输能够讓REC和RE安装在相距较远的位置。